# Abraxas semiviolacea
Abraxas semiviolacea är en fjärilsart som beskrevs av Rayner 1903. Abraxas semiviolacea ingår i släktet Abraxas och familjen mätare. Inga underarter finns listade i Catalogue of Life.